# Key to the Missing
Key to the Missing era un programa de televisión estadounidense, emitido por la cadena DuMont desde el 4 de julio de 1948 hasta el 23 de septiembre de 1949.
Cada episodio de 30 minutos era presentado por Archdale Jones. En el programa se entrevistaban a personas que buscaban a parientes y amigos de los cuales no tenían contacto desde algún tiempo. Este tipo de "talk-shows" fue típico de la programación en aquellos tiempos, cuando las grandes cadenas televisivas desarrollaban nuevos conceptos y formatos de producción.
El formato de Key to the Missing fue reutilizado constantemente en los años siguientes, especialmente en las televisoras locales y pequeñas cadenas de televisión.

## Estado de los episodios
No existen grabaciones del programa.